# Choi Ri
Choi Ri (* 29. Juni 1995 in Geochang) ist eine südkoreanische Schauspielerin. Bekanntheit erlangte sie unter anderem 2016 durch das Filmdrama Spirits’ Homecoming sowie 2019 durch die Rolle der O Ga-rin in der Netflix-Serie Meine allererste Liebe.

## Leben
Choi Ri studierte Tanz an der Chung-Ang University in Seoul. Ihre Schauspielkarriere begann sie 2016 mit ersten Fernsehauftritten, darunter in einer Nebenrolle als Park Kyung-mi in der Serie Goblin. Im selben Jahr spielte Choi Ri zudem eine Hauptrolle als Eun-kyung im Drama Spirits’ Homecoming über die Trostfrauen in der Zeit von Korea unter japanischer Herrschaft. Für ihre Darstellung in diesem Film gewann sie den Nachwuchspreis New Rising Award der Grand Bell Awards.
2018 war Choi Ri in einer Nebenrolle in der Tragikomödie Keys to the Heart zu sehen, für die sie als beste neue Schauspielerin beim Golden Cinema Film Festival ausgezeichnet wurde. 2019 spielte Choi Ri mit O Ga-rin eine größere Rolle in der Netflix-Dramaserie Meine allererste Liebe.

## Filmografie (Auswahl)
- 2016: Blow Breeze (Buleora Mipung-a; Fernsehserie, eine Folge)
- 2016: Goblin (Dokkaebi; Fernsehserie, vier Folgen)
- 2016: Spirits’ Homecoming (Gwi-hyang)
- 2017: Witch at Court (Manyeoui Beopjeong; Fernsehserie, 16 Folgen)
- 2018: Keys to the Heart (Geugeotmani Nae Sesang)
- 2018: Welcome to Waikiki (Eurachacha Waikiki; Fernsehserie, eine Folge)
- 2019: Meine allererste Liebe (Cheotsarangeun Cheoeumiraseo; Fernsehserie, 16 Folgen)
- 2020: Birthcare Center (Sanhujoliwon; Fernsehserie, acht Folgen)
- 2022: Bloody Heart (Bulgeun Dansim; Fernsehserie)